# NGC 5379
NGC 5379 ist eine Linsenförmige Galaxie vom Hubble-Typ SB0-a im Sternbild Großer Bär. Sie ist schätzungsweise 85 Millionen Lichtjahre von der Milchstraße entfernt und hat einen Durchmesser von etwa 40.000 Lichtjahren. Vom Sonnensystem aus entfernt sich das Objekt mit einer errechneten Radialgeschwindigkeit von näherungsweise 1.800 Kilometern pro Sekunde.
Gemeinsam mit NGC 5389 bildet sie das gravitativ gebundene Galaxienpaar Holm 561 und ist Teil der 10 Mitglieder umfassenden NGC 5322-Gruppe LGG 360. 
Im selben Himmelsareal befinden sich unter anderem die Galaxien NGC 5342, NGC 5376, NGC 5402, PGC 49512.
Das Objekt wurde am 24. April 1789 von Wilhelm Herschel mit einem 18,7-Zoll-Spiegelteleskop entdeckt, der sie dabei mit „cB, pL, E, mbM“ beschrieb.